# Jemgum
Jemgum là một đô thị thuộc huyện Leer, về phía tây bắc của Lower Saxony, Đức. Đô thị này có diện tích 78,48 km². 